# ریتا ۱۱۸۰
سیارک ۱۱۸۰ (به انگلیسی: 1180 Rita، نامگذاری:1931GE) هزار و صد و هشتادمین سیارک کشف شده‌است که در ۹ آوریل ۱۹۳۱ و در هایدلبرگ کشف شد.
قدر مطلق سیارک برابر ۹٫۱۴ است.